# Транспорт Сан-Марино
Транспорт Сан-Марино представлений автомобільним , канатним , повітряним , у населених пунктах  та у міжміському сполученні діє громадський транспорт пасажирських перевезень. Площа країни дорівнює 61 км² (229-те місце у світі). Форма території країни — відносно компактна; максимальна дистанція з півночі на південь — 10 км, зі сходу на захід — 9 км. Географічне положення Сан-Марино, гірський анклав на території Італії, не дозволяє країні будь-яким чином контролювати будь-які транспортні шляхи. Виходу до вод Світового океану немає.

## Автомобільний
Загальна довжина автошляхів у Сан-Марино, станом на 2006 рік, дорівнює 292 км (206-те місце у світі). Головною дорогою є автострада Сан‑Марино. Дороги, головним чином, використовуються приватними водіями. Санмаринські органи влади ліцензують приватний транспорт характерними білими номерними табличками з блакитними номером (зазвичай, літера після якої йдуть до чотирьох цифр). Ліворуч від номера намальовано державний герб Сан‑Марино. Також багато машин мають міжнародні розпізнавальні знаки (чорні літери «RSM» на білій овальній наклейці. З 2004 року стали доступними номерні знаки на замовлення.

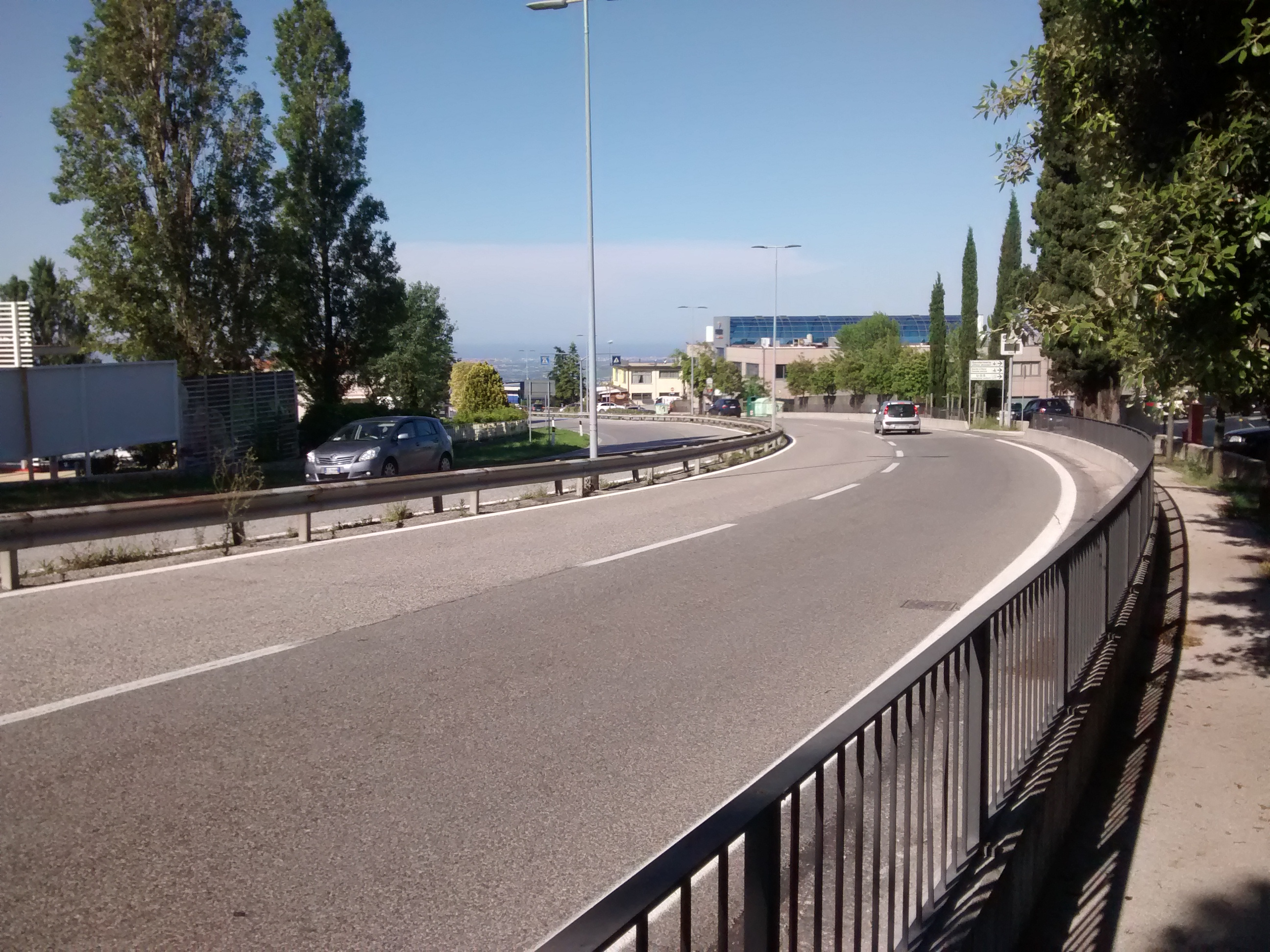
Автострада Сан-Марино
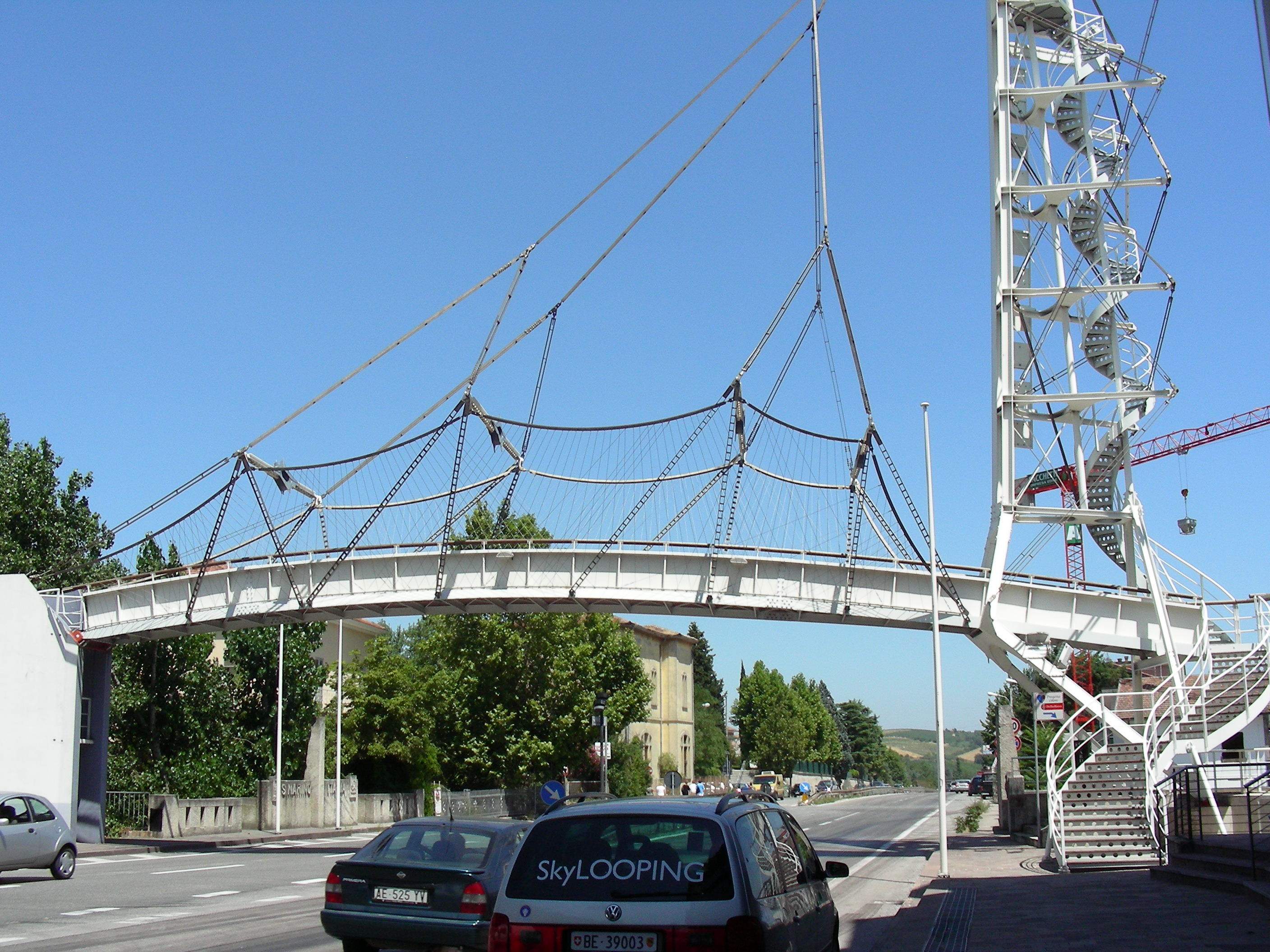
Пішохідний міст через шосе
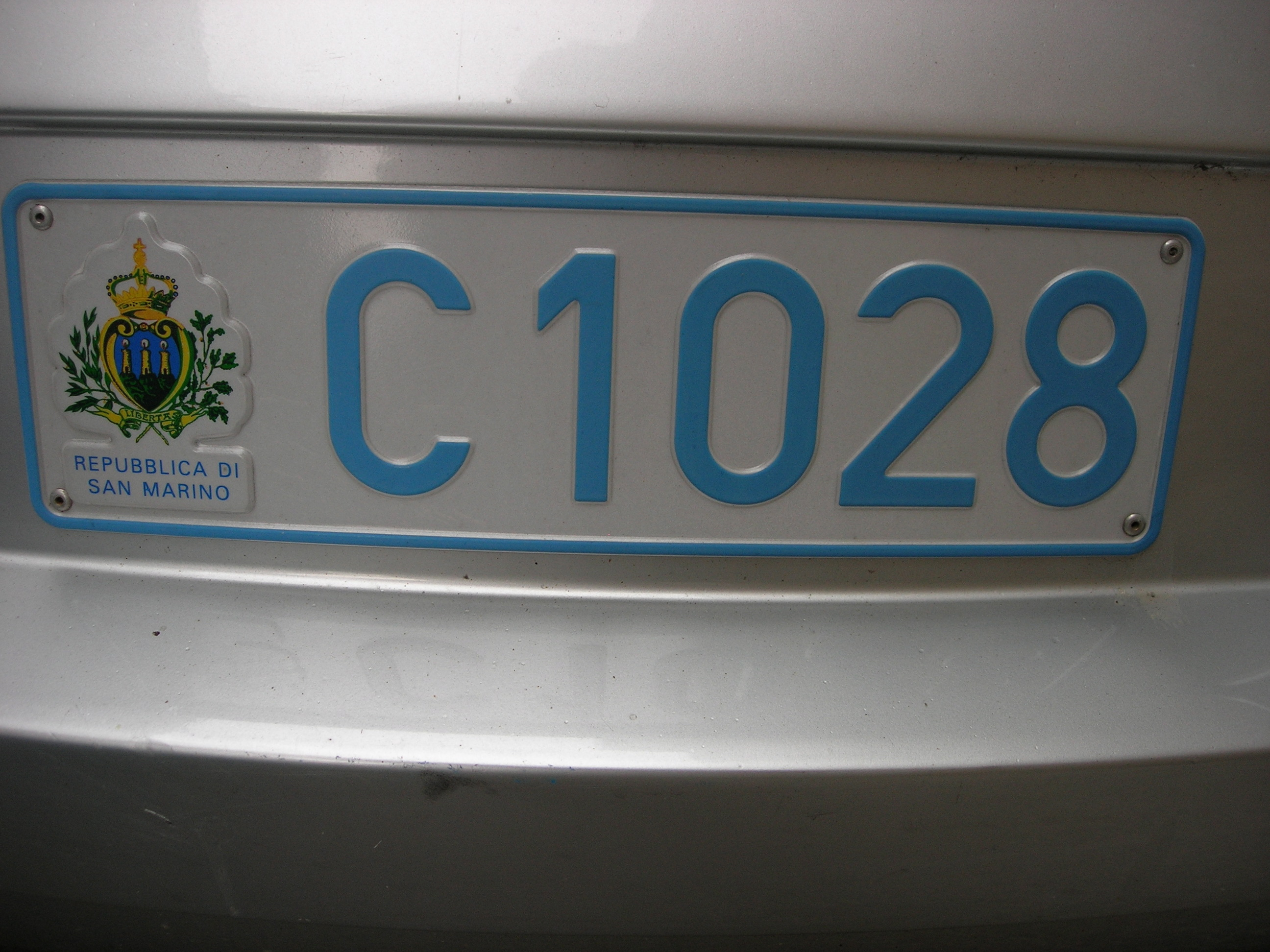
Автомобільний номерний знак Сан-Марино
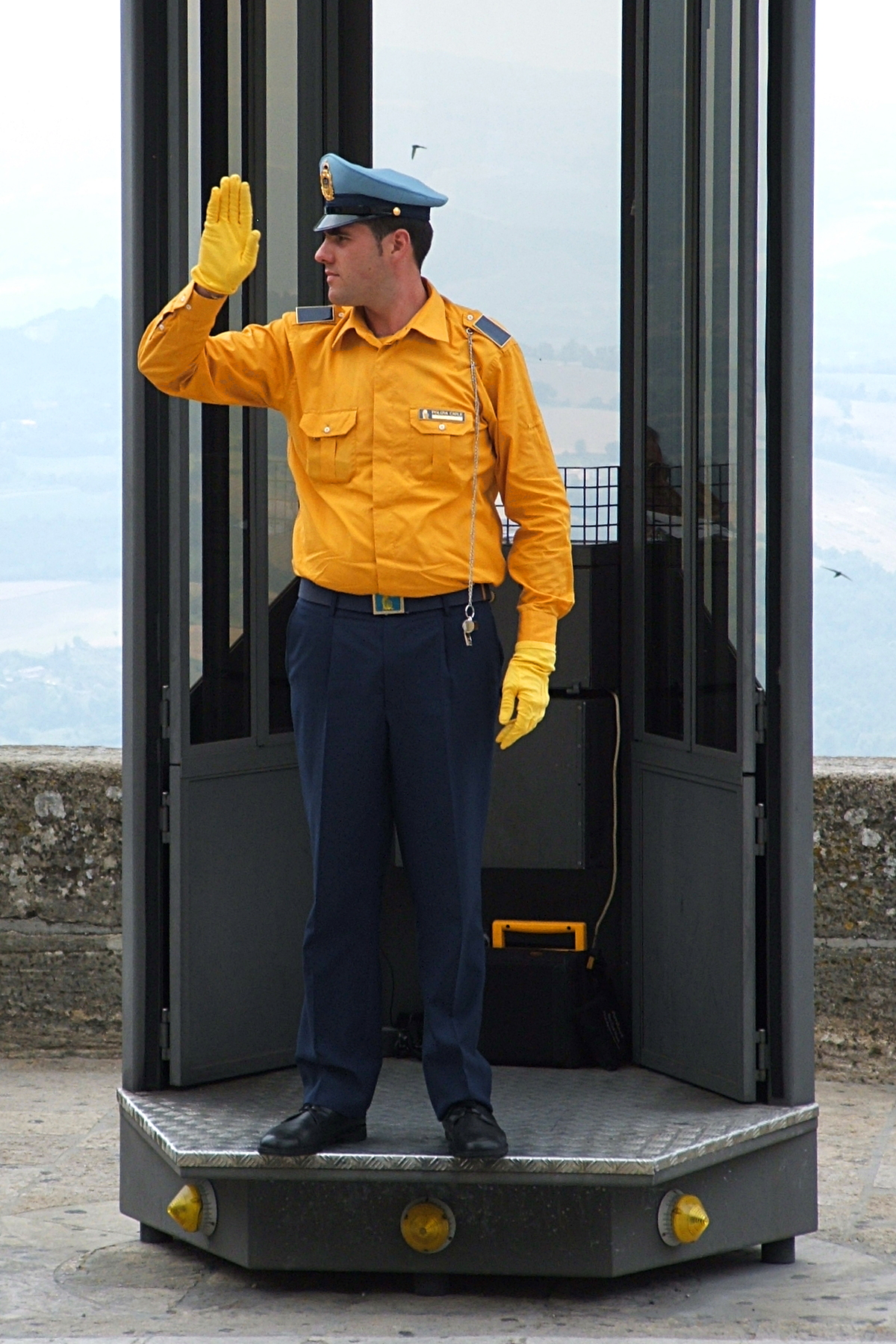
Поліцейський

7 ліцензованих служб таксі діють по всій країні. Працюють також італійські служби таксі, що беруть пасажирів на італійській території.

## Залізничний
Протягом декількох років до початку Другої світової війни в Сан‑Марино була залізнична мережа, що складалася з єдиної лінії, що з'єднувала країну з італійською залізничною мережею на залізничній станції Ріміні. У зв'язку з труднощами доступу до столиці, міста Сан‑Марино (яке знаходиться на вершині гори), кінцева станція мала розташовуватися в селі Вальдрагоне. Однак, спільними зусиллями Сан‑Марино та Італії залізницю було продовжено і вона досягнула столицю через круті та звивисті шляхи, що складалися з багатьох тунелів. Залізницю було відкрито 12 червня 1932 року.
Для свого часу, це була передова мережа система, яка була електрифікованою залізницею з контактною мережею. Потяги отримували енергію з кабелів за допомогою системи струмоприймачів. Колії були вузькими, що давало вигоду у вартості і простоті конструкції, у зв'язку з географічними особливостями маршруту, однак, залізниця не була сумісною з італійською мережею. Вагони мали свій відмінний вигляд: вони були пофарбовані в національні кольори Сан‑Марино (білий та блакитний розділені горизонтально). У наявності були місця першого та третього класів. Всі тунелі (17), знаходилися на території Сан‑Марино. Довжина тунелів складала від 50 до 800 метрів.

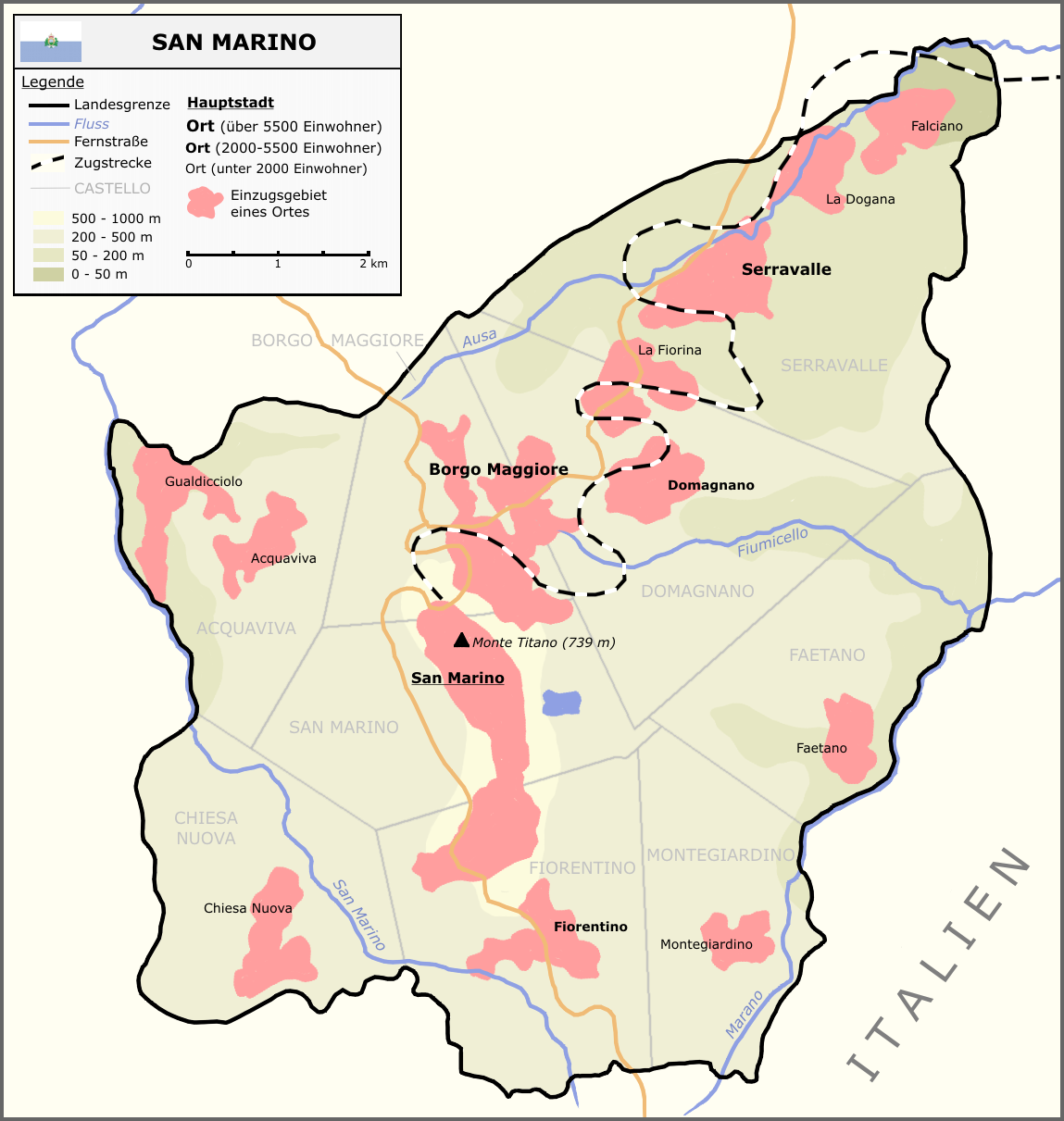
Траса колишньої залізниці Сан-Марино (нім.)
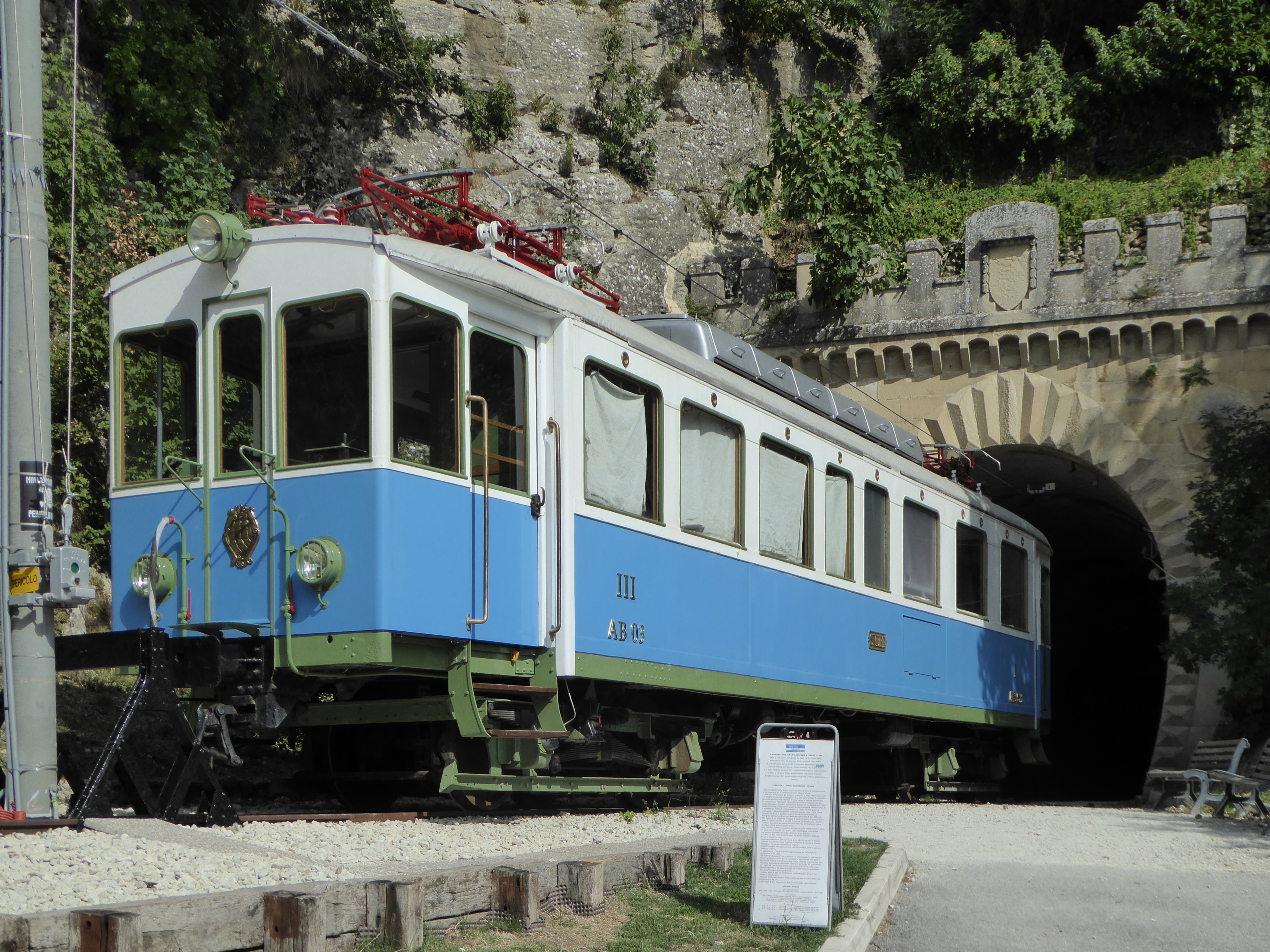
Мотовагон
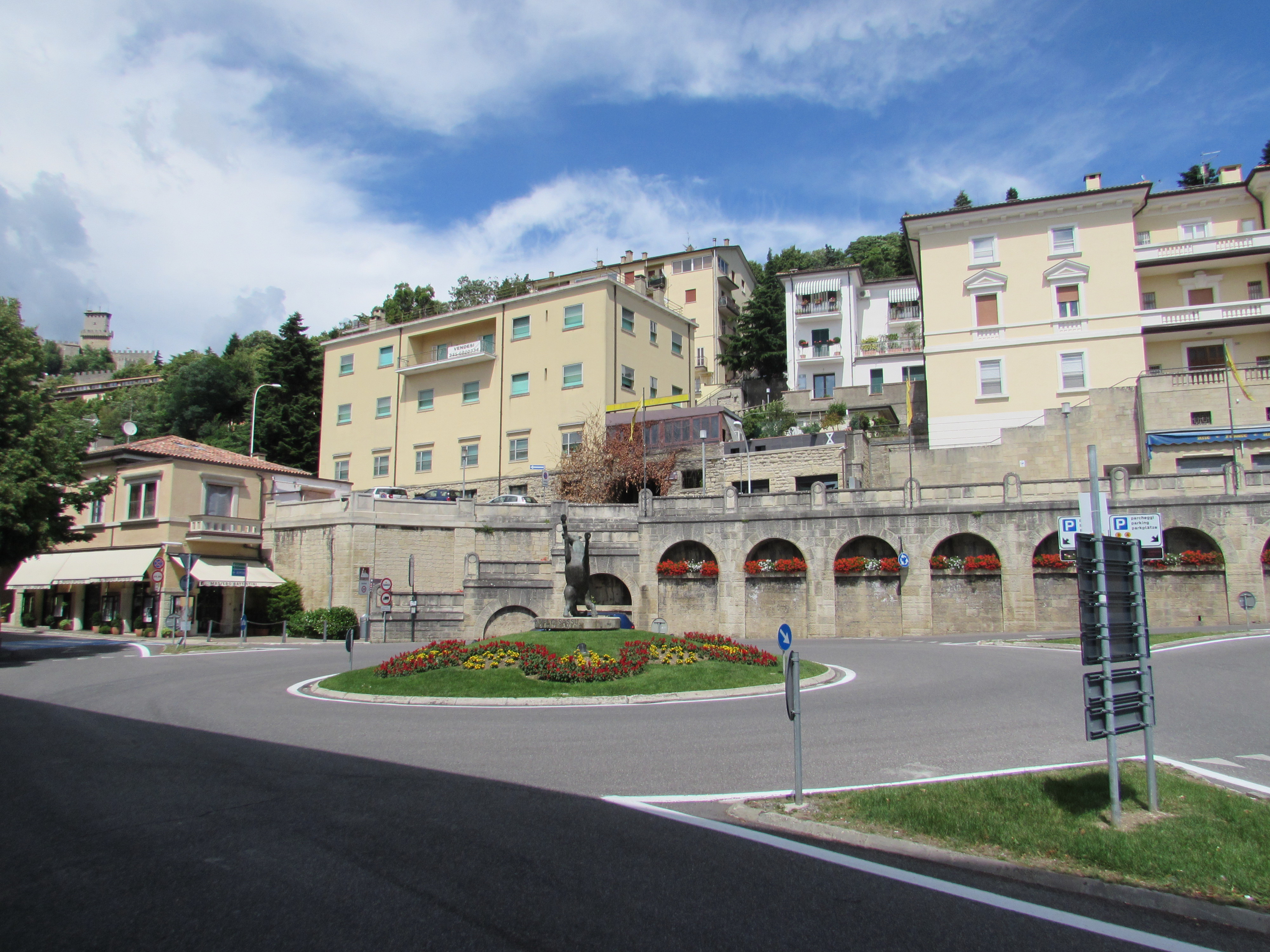
Площа перед колишнім вокзалом
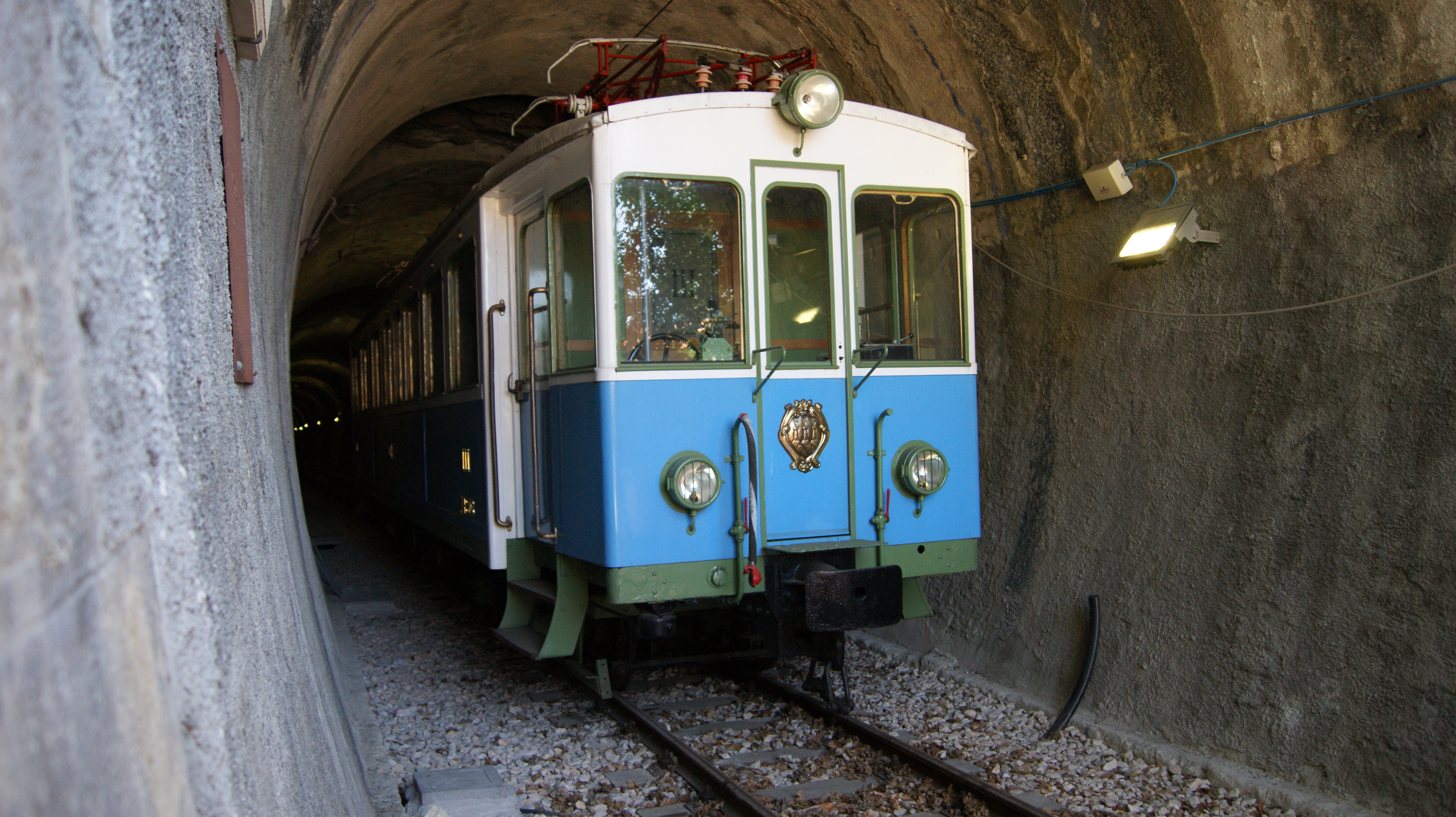
У залізничному тунелі

Залізниця була добре побудована і якісно обслуговувалася, і, з усією ймовірністю, можна стверджувати, що вона була б довготривалою окрасою санмаринського громадського транспорту, однак, її було практично повністю знищено під час боїв, що проходили в цьому регіоні під час Другої світової війни. На даний час в Сан‑Марино немає дієвої залізниці, але багато артефактів, які наразі не використовуються, залишились. Серед них: мости, тунелі та станції. Деякі з них було реконструйовано і перетворено на парки, пішохідні доріжки чи транспортні маршрути.
Більшість тунелів добре збереглися і, три з них, перевіряються на безпечність, мають освітлення і відкриті для використання як пішохідні. Більшість із решти інших тунелів були або закриті з міркувань безпеки або куплені в приватному порядку для зберігання. Всередині останнього тунелю (довжиною приблизно 500 метрів), найближчого до колишньої станції Сан‑Марино, й досі зберігаються пасажирські вагони. Деякі мости та інші споруди, що раніше використовувалися залізницею стали улюбленими визначними пам'ятками, особливо, розташований в гарній сільській місцевості, міст Фонтевеккія (Fontevecchia). Станція Догана є зараз центром великого громадського парку. Інші станції були або перетворені в приватні будинки або знесені.

## Повітряний
У цій маленькій гірській європейській країні відсутні летовища, але збудовано гелікоптерний майданчик у Борго-Маджоре. Поблизу Торрачії у якості злітної смуги для зльоту і посадки малих повітряних суден місцевого аероклубу використовується рівне поле завдовжки 680 м. Найближчий аеропорт знаходиться в Італії, поблизу міста Ріміні — аеропорт Федеріко Фелліні. Між Ріміні та Сан-Марино курсує спеціальний автобус для гостей країни.

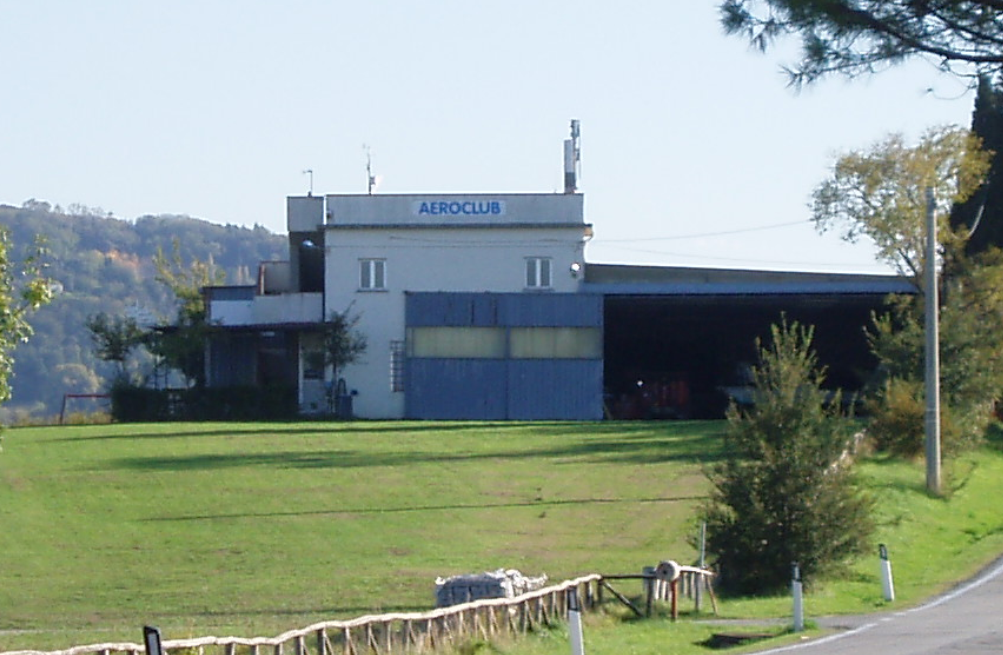
Аероклуб Сан-Марино
Літак Сайлідер 200 місцевого аероклубуЛітак Сайлідер 200 місцевого аероклубу
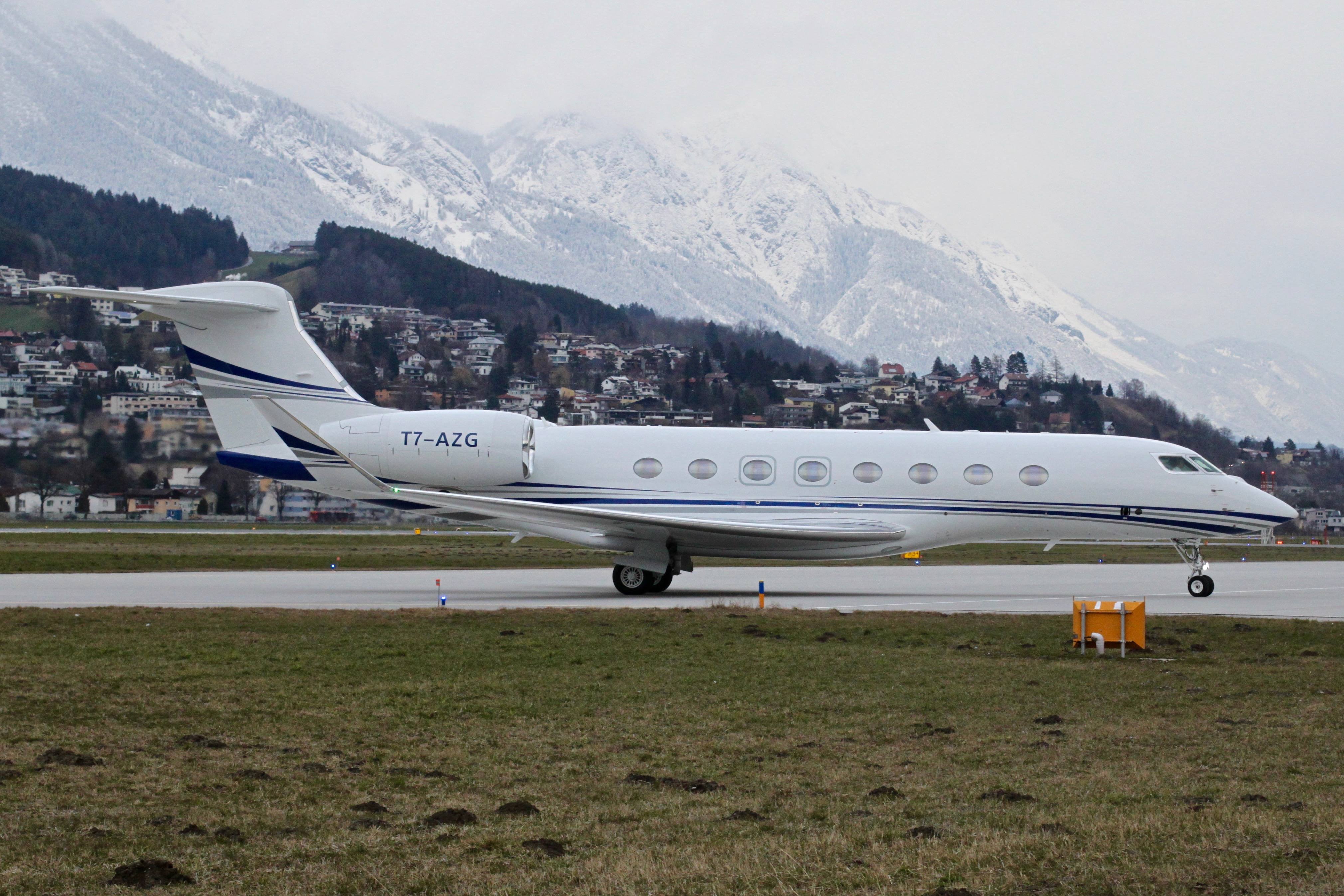
Літак італійської авіакомпанії, один із зареєстрованих у Сан-Марино

Сан-Марино є членом Міжнародної організації цивільної авіації (ICAO). Згідно зі статтею 20 Чиказької конвенції про міжнародну цивільну авіацію 1944 року, Міжнародна організація цивільної авіації для повітряних суден країни, станом на 2016 рік, закріпила реєстраційний префікс — T7, заснований на радіопозивних, виділених Міжнародним союзом електрозв'язку (ITU).

## Канатний
У Сан‑Марино є канатна дорога, довжиною 1,5 кілометри, що з'єднує місто Сан‑Марино, що знаходиться на вершині гори Монте‑Титано, з Борго‑Маджоре, основним містом республіки, і другим за кількістю мешканців. Для туристів канатна дорога відкриває найкращі види Борго‑Маджоре, оскільки вагочики їдуть низько над поверхнями дахів головної площі міста. Звідси доступне автобусне сполучення з найбільшим населеним пунктом країни, містом Догана.

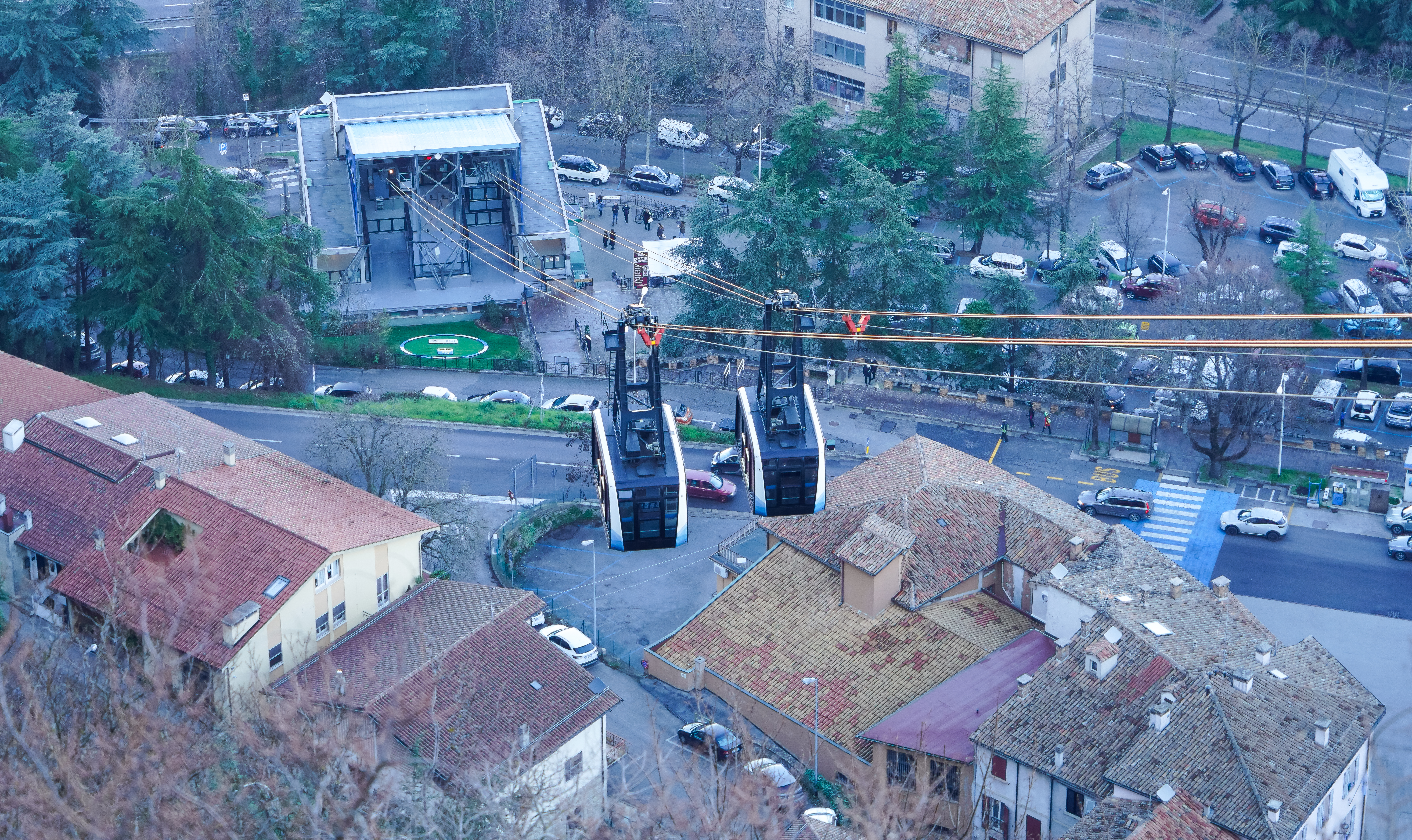
Канатна дорога до Монте‑Титано
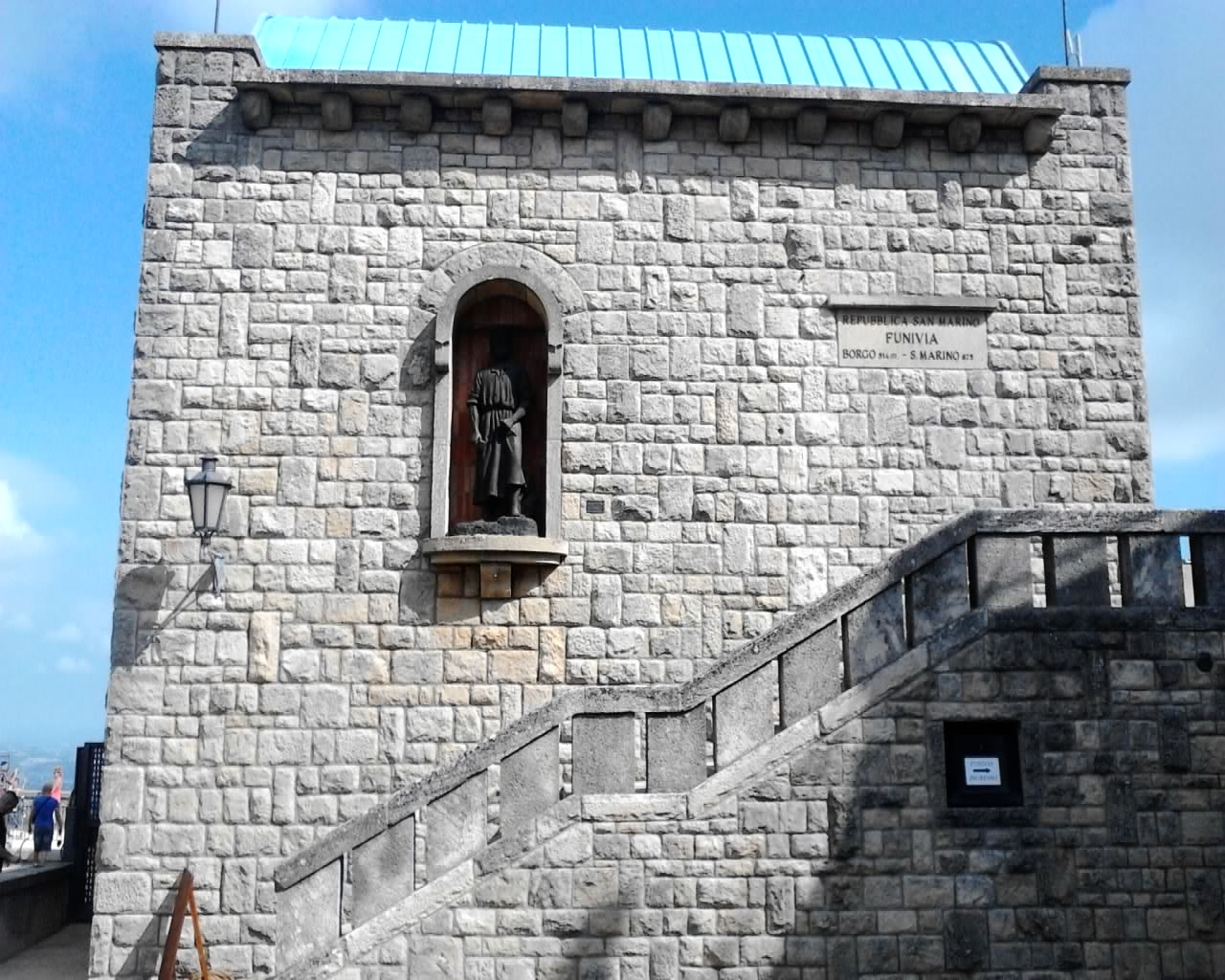
Верхня станція
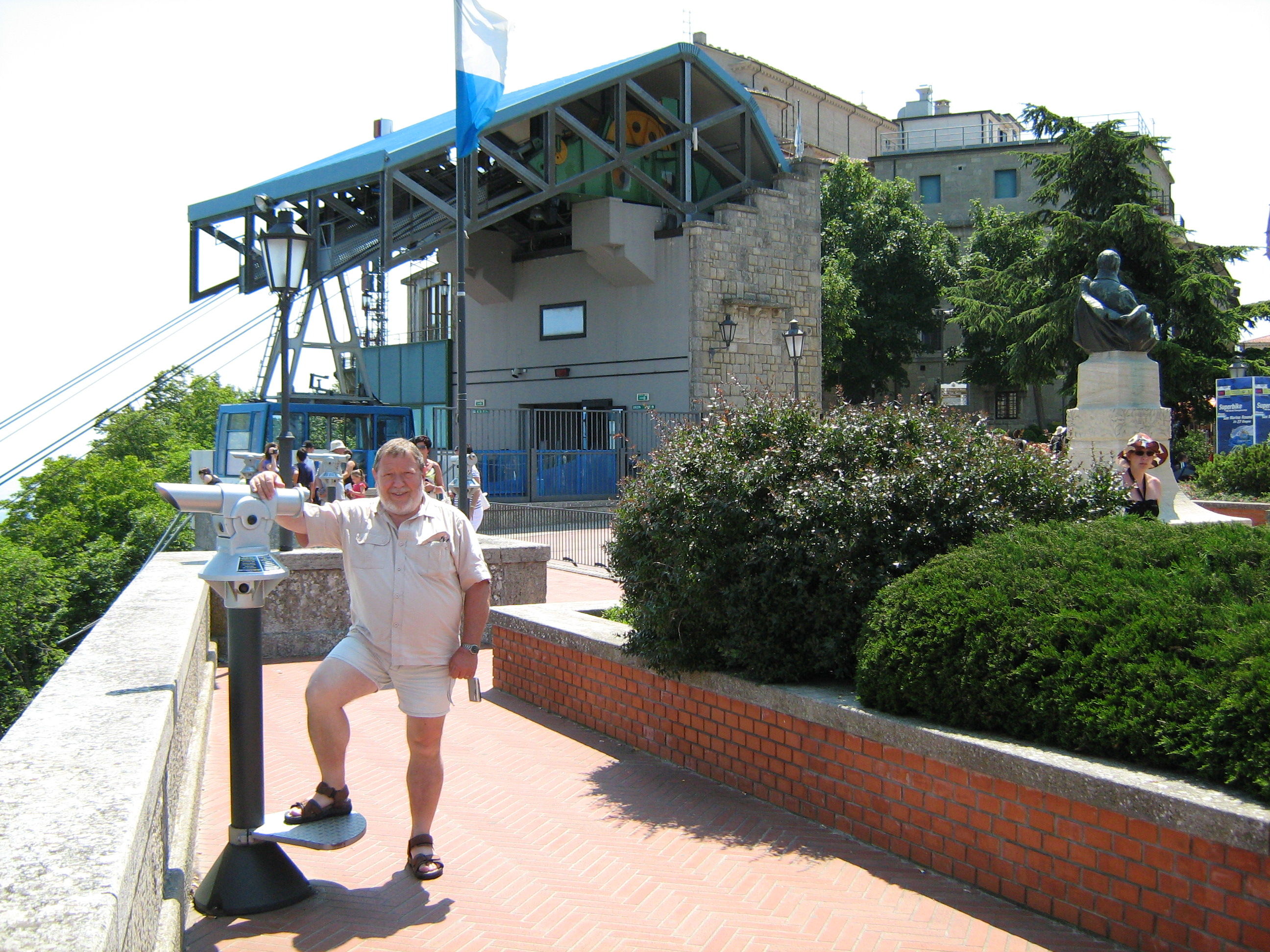
Оглядовий майданчик на верхній станції
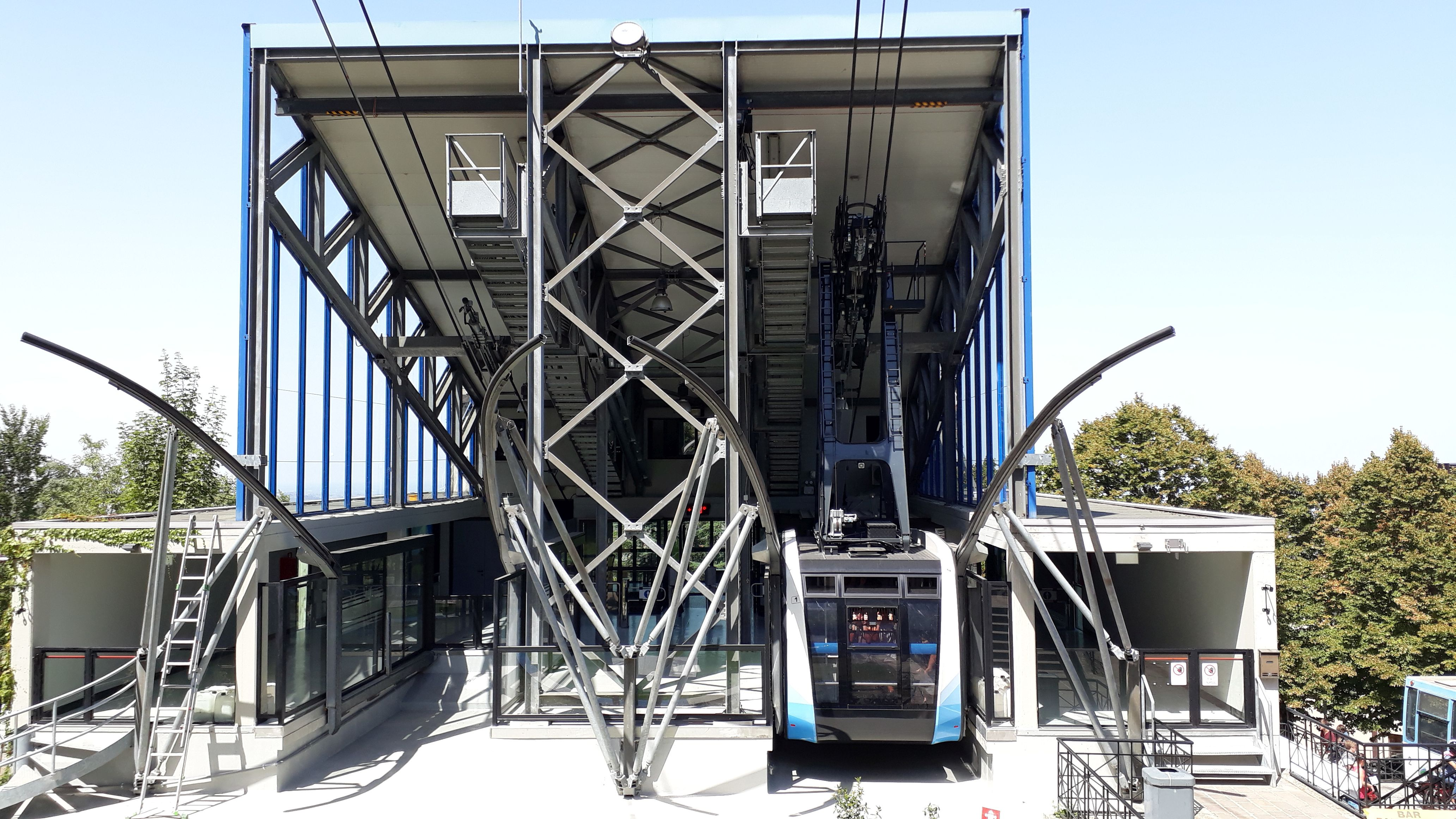
Нижня станція

Два підвісні вагони, відомі як гондоли і нумеровані «1» і «2», їдуть одночасно в протилежних напрямках по канату, і з інтервалом в 15 хвилин протягом дня. Третій вагон є сервісним, і використовується лише інженерами, що обслуговують канатну дорогу.
Верхня станція канатної дороги слугує лише станцією посадки/висадки пасажирів (хоча вона й розташована поблизу туристичної інформаційно-довідкової служби). А нижня станція в Борго‑Маджоре має торговельні точки та заклади громадського харчування, що знаходяться в межах станції.

## Водний
Територія Сан‑Марино не має виходу до вод Світового океану, найближчий порт — Ріміні (Італія), на Адріатичному морі. Територією країни протікає дві річки, не придатні для судноплавства.

## Міський громадський
У країні є регулярне автобусне сполучення між італійським Ріміні і містом Сан‑Марино. Сполучення користується попитом і в туристів і в працівників туристичної галузі, що приїздять на роботу в Сан‑Марино з Італії. На маршруті приблизно 20 зупинок в Ріміні і Сан‑Марино і дві кінцеві зупинки на залізничній станції Ріміні та автобусній станції Сан‑Марино, відповідно.

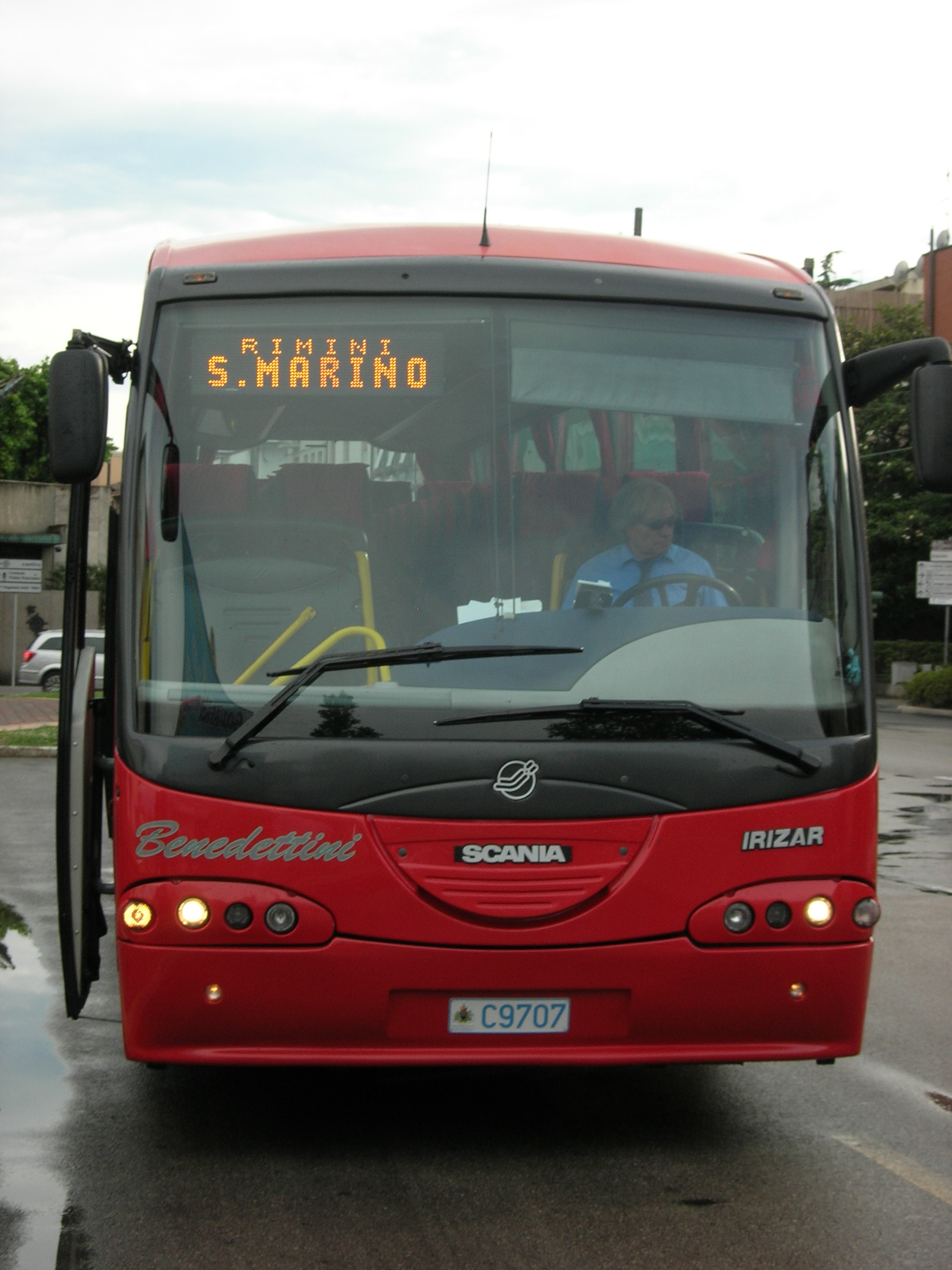
Автобус Сан-Марино — Ріміні

У Сан‑Марино також є своя невелика місцева автобусна мережа в межах республіки. Вона може бути корисною для тих відвідувачів, які зупиняються в країні більш ніж на один день, і, таким чином, надає змогу дослідити більшу частину країни і деякі її менші райони. Варто зауважити, що туристам, які постійно проживають в санмаринському готелі, дають право на знижку на оплату за проїзд в місцевому автобусі (але не на міжнародному, сполученням до Ріміні).

## Державне управління
Держава здійснює управління транспортною інфраструктурою країни через державний секретаріат телекомунікації та перевезень. Станом на 1 квітня 2013 року держсекретаріат в уряді Паскуаля Валентині очолював сам Паскуаль Валентині.

### Українською
- Атлас. 10-11 клас. Економічна і соціальна географія світу / упорядники :  О. Я. Скуратович, Н. І. Чанцева. — К. : ДНВП «Картографія», 2010. — ISBN 978-966-475-639-3.
- Атлас світу / голов. ред. І. С. Руденко ; зав. ред. В. В. Радченко ; відп. ред. О. В. Вакуленко. — К. : ДНВП «Картографія», 2005. — 336 с. — ISBN 9666315467.
- Безуглий В. В. Економічна і соціальна географія зарубіжних країн : Навчальний посібник. — К. : ВЦ «Академія», 2007. — 704 с. — ISBN 978-966-580-239-6.
- Безуглий В. В., Козинець С. В. Регіональна економічна і соціальна географія світу : Навчальний посібник. — видання 2-ге, доп., перероб. — К. : ВЦ «Академія», 2007. — 688 с. — ISBN 966-580-144-9.
- Дахно І. І. Країни світу: Енциклопедичний довідник / І. І. Дахно, С. М. Тимофієв. — К. : Мапа, 2011. — 606 с. — (Бібліотека нового українця) — ISBN 978-966-8804-23-6.
- Дахно І. І. Економічна географія зарубіжних країн : навчальний посібник. — К. : Центр учбової літератури, 2014. — 319 с. — ISBN 978-611-01-0682-5.
- Дорошенко В. І. Географія транспорту : Навчальний посібник / В. І. Дорошенко, К. Д. Діденко. — К. : Київський нац. ун-т ім. Т. Шевченка, 2010. — 183 с. — ISBN 978-966-439-329-1.
- Дубович І. А. Країнознавчий словник-довідник. — 5-те вид., перероб. і доп. — К. : Знання, 2008. — 839 с. — ISBN 978-966-346-330-8.
- Економічна і соціальна географія країн світу : Навчальний посібник / За ред. С. П. Кузика. — Л. : Світ, 2002. — 672 с. — ISBN 966-603-178-7.
- Зарубіжна транспортна географія : навчальний посібник / уклад. : Петрашевський О. Л. и др. — К. : Національний транспортний університет, 2015. — 95 с. — ISBN 978-966-632-227-5.
- Юрківський В. М. Регіональна економічна і соціальна географія. Зарубіжні країни : Підручник. — К. : Либідь, 2001. — 416 с. — ISBN 966-06-0092-5.

### Англійською
- (англ.) Modern Transport Geography / Hoyle, B. and R. Knowles (eds). — Second Edition,. — London : Wiley, 1998.
- (англ.) Rodrigue, J-P. The Geography of Transport Systems. — Fourth Edition. — N. Y. : Routledge, 2017. — 440 с. — ISBN 978-1138669574.
- (англ.) Taaffe E. J., Gauthier H. L. and O'Kelly M. E. Geography of transportation. — Second Edition. — N. Y. : Prentice Hall, 1996. — ISBN 0-13-368572-1.
- (англ.) Black, W. Transportation: A Geographical Analysis. — N. Y. : Guilford, 2003.

### Російською
- (рос.) Максаковский В. П. Географическая картина мира. Книга I: Общая характеристика мира. — М. : Дрофа, 2008. — 495 с. — ISBN 978-5-358-05275-8.
- (рос.) Максаковский В. П. Географическая картина мира. Книга II: Региональная характеристика мира. — М. : Дрофа, 2009. — 480 с. — ISBN 978-5-358-06280-1.
- (рос.) Физико-географический атлас мира. — М. : Академия наук СССР и главное управление геодезии и картографии ГГК СССР, 1964. — 298 с.
- (рос.) Шаповал Н. С. Транспортная география и транспортные системы мира : учебное пособие. — К. : Центр учбової літератури, 2006. — 188 с. — ISBN 000-0000-00-4.
- (рос.) Экономическая, социальная и политическая география мира. Регионы и страны / под ред. С. Б. Лаврова, Н. В. Каледина. — М. : Гардарики, 2002. — 928 с. — ISBN 5-8297-0039-5.
- (рос.) Энциклопедия стран мира / глав. ред. Н. А. Симония. — М. : НПО «Экономика» РАН, отделение общественных наук, 2004. — 1319 с. — ISBN 5-282-02318-0.